# Лазар Мойсов
Лазар Донов Мойсов (на македонска литературна норма: Лазар Донов Мојсов; на сръбски: Лазар Мојсов или Lazar Mojsov), с псевдоним Паниковски, е виден югославски политик, юрист, дипломат, журналист от Македония.

## Биография
Лазар Мойсов е роден на 19 декември 1920 г. в Неготино, тогава в Кралството на сърби, хървати и словенци. Завършва Правния факултет на Белградския университет с докторска титла.
По време на Втората световна война е партизанин, политкомисар на 1-ва чета „Добри Даскалов“ в състава на Народоосвободителен батальон „Страшо Пинджур“, издига се в редиците на Югославската комунистическа партия. Сътрудничи на партизанския вестник „Народна борба“.
Между 1948 и 1951 година е главен прокурор на Народна република Македония (НРМ). Лазар Мойсов, според Темелко Нешков, участва в политическия терор над изявените българи в този период. Нешков свидетелства, че в 1948 година Мойсов лично е инквизирал в затвора осъдения на смърт борец за Независима Македония Живко Илиев.
От 1951 до 1953 г. е председател на Върховния съд на НРМ. Работи като главен редактор на ежедневника „Нова Македония“ в Скопие (1953-1958).
Започва дипломатическа кариера като посланик на Югославия в Москва (за СССР и Монголия) (1958-1961). След завръщането си е директор и главен редактор на ежедневника „Борба“ в Белград (1962-1964).
Връща се към дипломацията – във Виена като посланик в Австрия и постоянен представител в МАГАТЕ (1967-1969). До 1974 година в Ню Йорк е постоянен представител в Организацията на обединените нации и едновременно посланик в Гаяна и Ямайка.
Между 1974 и 1982 година е заместник-министър на външните работи на Югославия. Л. Мойсов е председател на Общото събрание на ООН през 1977-1978 година.
Ръководи ЮКП (1980-1981) като председател на Президиума на Централния комитет и като такъв по длъжност е член на Председателството на СФРЮ (колективния държавен глава). От 17 май 1982 до 15 май 1984 г. е външен министър на Югославия.
През периода 1984-1989 година отново е член на Председателството на Югославия (като представител на Македония), а от 15 май 1987 до 15 май 1988 година е негов председател и фактически държавен глава на федералната държава.
През периодите 1945-1958 г. и 1964-1967 г. Мойсов е член на съюзната скупщина на Югославия и на републиканското събрание на Македония.
Автор на трудове и лектор по международни отношения и история на дипломацията.
Лазар Мойсов умира на 25 август 2011 година в Белград, където е погребан в Алеята на заслужилите граждани на Новите гробища в града.